# Lista siturilor arheologice din județul Mehedinți - C
Lista siturilor arheologice din județul Mehedinți - C conține toate siturile arheologice din județul Mehedinți înscrise în Repertoriul Arheologic Național (RAN) și aflate în localități al căror nume începe cu litera C. RAN este administrat de Ministerul Culturii și Patrimoniului Național și cuprinde date științifice, cartografice, topografice, imagini și planuri, precum și orice alte informații privitoare la zonele cu potențial arheologic, studiate sau nu, încă existente sau dispărute.
Puteți căuta un sit din localitățile care încep cu litera C folosind formularul de mai jos sau puteți naviga prin toate siturile din județ la Lista siturilor arheologice din județul Mehedinți.
| Cod RAN                                   | Denumire | Localitate                      | Adresă           | Datare                    | Descoperit | Coordonate | Imagine           | Erori            |
| ----------------------------------------- | --- | ------------------------------- | ---------------- | ------------------------- | ---------- | ---------- | ----------------- | ---------------- |
| 109844.01.01 (Cod LMI: MH-I-s-B-10061)    | Necropola hallstattiană de la Cerneți / ansamblu Necropolă hallstattiană (Categorie: descoperire funerară) (Tip: Necropolă)                                         | sat Cerneți, comuna Șimian      |                  | sec. VIII - VI a. Chr.    |            |            | Încărcați imagine | Raportați eroare |
| 109844.02.01 (Cod LMI: MH-I-s-B-10062)    | Ziduri romane de la Cerneți - "Moara Mănescului" / ansamblu Ruinele unor ziduri romane (Categorie: construcție) (Tip: Zid)                                          | sat Cerneți, comuna Șimian      | Moara Mănescului | sec. II - III             |            |            | Încărcați imagine | Raportați eroare |
| 111426.01.01 (Cod LMI: MH-I-s-B-10064)    | Așezarea Sălcuța de la Corlățel- Podul lui Nica / ansamblu anonim (Categorie: locuire civilă) (Tip: Așezare)                                                        | sat Corlățel, comuna Corlățel   | Podul lui Nica   | Sălcuța                   |            |            | Încărcați imagine | Raportați eroare |
| 113670.01.01 (Cod LMI: MH-I-s-B-10065)    | Așezarea romană de la Crăguești / ansamblu Așezare romană (Categorie: locuire civilă) (Tip: Așezare)                                                                | sat Crăguești, comuna Șișești   |                  | sec. II - III             |            |            | Încărcați imagine | Raportați eroare |
| 110964.01.01                              | Așezarea preistorică de la Crivina - "Gura Sârbii" / ansamblu anonim (Categorie: locuire civilă) (Tip: Așezare)                                                     | sat Crivina, comuna Burila Mare | Gura Sârbii      | Gârla Mare                |            |            | Încărcați imagine | Raportați eroare |
| 110964.01.02                              | Așezarea preistorică de la Crivina - "Gura Sârbii" / ansamblu anonim (Categorie: locuire civilă) (Tip: Așezare)                                                     | sat Crivina, comuna Burila Mare | Gura Sârbii      | sec. VIII - VI a. Chr.    |            |            | Încărcați imagine | Raportați eroare |
| 109844.09.01 (Cod LMI: MH-II-a-A-10283)   | Ansamblul fostei Mănăstiri Cerneți (Biserica "Sf. Treime") / ansamblu Ansamblul fostei Mănăstiri Cerneți (Categorie: structură de cult/religioasă) (Tip: Mănăstire) | sat Cerneți, comuna Șimian      |                  | 1662                      |            |            | Încărcați imagine | Raportați eroare |
| 109844.09.02 (Cod LMI: MH-II-a-A-10283)   | Ansamblul fostei Mănăstiri Cerneți (Biserica "Sf. Treime") / ansamblu Biserica "Sf. Treime" (Categorie: structură de cult/religioasă) (Tip: Biserică)               | sat Cerneți, comuna Șimian      |                  | 1662; transf. 1784 - 1794 |            |            | Încărcați imagine | Raportați eroare |
| 111239.01.01 (Cod LMI: MH-I-s-B-10063)    | Situl arheologic de la Cireșu-La Răchiți / ansamblu anonim (Categorie: locuire) (Tip: Așezare)                                                                      | sat Cireșu, comuna Cireșu       | La Răchiți       |                           |            |            | Încărcați imagine | Raportați eroare |
| 111239.01.02 (Cod LMI: MH-I-s-B-10063)    | Situl arheologic de la Cireșu-La Răchiți / ansamblu Cuptoare dacice pentru reducerea minereului de fier (Categorie: locuire) (Tip: Cuptor)                          | sat Cireșu, comuna Cireșu       | La Răchiți       | dacică sec. IV-II a.Ch.   |            |            | Încărcați imagine | Raportați eroare |
| 111239.01.03 (Cod LMI: MH-I-s-B-10063)    | Situl arheologic de la Cireșu-La Răchiți / ansamblu anonim (Categorie: locuire) (Tip: Așezare)                                                                      | sat Cireșu, comuna Cireșu       | La Răchiți       |                           |            |            | Încărcați imagine | Raportați eroare |
| 110964.02.01 (Cod LMI: MH-I-m-B-10066.01) | Situl arheologic de la Crivina - Km fluvial 894 / ansamblu anonim (Categorie: locuire) (Tip: Așezare)                                                               | sat Crivina, comuna Burila Mare | Km fluvial 894   | sec. X-XII                |            |            | Încărcați imagine | Raportați eroare |
| 110964.02.02 (Cod LMI: MH-I-s-B-10066)    | Situl arheologic de la Crivina - Km fluvial 894 / ansamblu anonim (Categorie: locuire) (Tip: Așezare)                                                               | sat Crivina, comuna Burila Mare | Km fluvial 894   | sec. VII-VI a.Ch          |            |            | Încărcați imagine | Raportați eroare |
| 110964.02.03 (Cod LMI: MH-I-m-B-10066.03) | Situl arheologic de la Crivina - Km fluvial 894 / ansamblu anonim (Categorie: locuire) (Tip: necropola)                                                             | sat Crivina, comuna Burila Mare | Km fluvial 894   | Gârla Mare                |            |            | Încărcați imagine | Raportați eroare |
| 110964.02.04 (Cod LMI: MH-I-m-B-10066.04) | Situl arheologic de la Crivina - Km fluvial 894 / ansamblu anonim (Categorie: locuire) (Tip: Așezare)                                                               | sat Crivina, comuna Burila Mare | Km fluvial 894   |                           |            |            | Încărcați imagine | Raportați eroare |
| 110964.02.05 (Cod LMI: MH-I-s-B-10066)    | Situl arheologic de la Crivina - Km fluvial 894 / ansamblu anonim (Categorie: locuire) (Tip: necropola)                                                             | sat Crivina, comuna Burila Mare | Km fluvial 894   | sec. X-XI                 |            |            | Încărcați imagine | Raportați eroare |
| 110964.02.06 (Cod LMI: MH-I-s-B-10066)    | Situl arheologic de la Crivina - Km fluvial 894 / ansamblu anonim (Categorie: locuire) (Tip: mormant)                                                               | sat Crivina, comuna Burila Mare | Km fluvial 894   |                           |            |            | Încărcați imagine | Raportați eroare |